# Danny Ainge
Vous lisez un « bon article » labellisé en 2017.
Daniel Ray Ainge, dit Danny Ainge, né le 17 mars 1959 à Eugene (Oregon), est un joueur professionnel de basket-ball et de baseball américain. Sélectionné par les Blue Jays de Toronto en 1977, il évolue en tant que joueur d'arrêt-court dans les ligues mineures jusqu'à signer un contrat professionnel de trois ans pour les Blue Jays de Toronto. Promu en Ligue majeure, Ainge est le plus jeune joueur de l'histoire de l'équipe à réussir un coup de circuit. Il est néanmoins en difficulté et souhaite quitter le baseball pour une carrière dans le basket-ball.
Sélectionné lors de la draft 1981 de la NBA par les Celtics de Boston, Danny Ainge abandonne le baseball avec fracas et entame un procès contre l'équipe des Blue Jays afin de rejoindre les Celtics. Il y rejoint Larry Bird et l'une des équipes les plus fortes de la National Basketball Association (NBA). Après une première saison difficile, le meneur trouve sa place dans l'effectif. Considéré comme le point faible de l'équipe, il répond aux critiques en devenant l'un des meilleurs tireurs à trois points de la ligue. Champion avec les Celtics en 1984 et 1986, il est une arme offensive de l'équipe et un défenseur rugueux.
Échangé aux Kings de Sacramento alors que Boston essaie de se reconstruire, Ainge devient la vedette des Kings pendant une saison et demie. Transféré de nouveau aux Trail Blazers de Portland, il atteint une nouvelle fois les Finales NBA, perdues face aux Bulls de Chicago. Alors qu'il pense finir sa carrière dans sa région natale, le meneur ne peut refuser une offre de contrat des Suns de Phoenix en 1992 pour de secondes Finales NBA. Il y termine sa carrière trois ans plus tard, en 1995.
Reconverti en tant qu'entraîneur des Suns, il réalise de bonnes saisons avec l'équipe avant de démissionner au cours de la saison 2000-2001. Après un passage comme commentateur sportif à la télévision pour la chaîne TNT, Ainge entre dans l'organigramme des Celtics de Boston en tant que directeur exécutif des opérations de basket-ball. Après avoir obtenu les responsabilités de manager général, il est à l'origine de la constitution d'un nouveau Big Three aux Celtics composé de Paul Pierce, Ray Allen et Kevin Garnett. Ainge est désigné meilleur dirigeant de la saison après le titre obtenu dès la première saison de ce trio. Après le démantèlement en 2013 d'un Big Three devenu vieillissant, Danny Ainge réalise des transferts habiles qui lui permettent d'obtenir des choix de sélection bien placés dans les drafts suivantes tout en gardant une équipe compétitive.

## Biographie

### Jeunesse
Daniel Ray Ainge naît le 17 mars 1959 à Eugene dans l'Oregon. Fils de sportifs, Danny profite des gènes et de l'attrait sportif de ses parents. Sa mère, Kay, est une excellente gymnaste. Son père, Don, est l'un des meilleurs athlètes de l'histoire d'Eugene au football américain, au baseball et au basket-ball. Il a reçu une bourse universitaire de l'université de l'Oregon pour jouer au poste de receveur éloigné avant qu'une blessure au genou mette fin à son parcours. À 4 ans, Danny sait faire un salto arrière depuis un plongeoir. Poussé par ses deux frères aînés, Doug et David, il grandit plus vite et le jeu termine toujours par une bagarre. Danny a également une petite sœur prénommée Laurie.
Danny suit les pas de son père et excelle dans les trois sports. Il mène l'équipe de basket-ball du lycée de North Eugene à deux titres de champion d'État et un bilan de 52 victoires pour une seule défaite. Le meneur marque 24,5 points, attrape 8,7 rebonds et donne 3,6 passes décisives de moyenne par rencontre. Au baseball, il termine sa dernière saison lycéenne avec une moyenne au bâton de ,507 et est l'un des meilleurs arrêt-court de l'État. Au football américain, il est également l'une des recrues de l'Oregon les plus demandés, jouant au poste de receveur éloigné deux saisons avant de devenir quart-arrière lors de la dernière saison car personne n'était capable de lui laisser le ballon,. Il est le seul joueur à être sélectionné dans les meilleures équipes du pays dans les trois sports en même temps. Il abandonne le football américain pour se consacrer aux deux autres disciplines.

### Carrière de joueur de baseball
Ainge est sélectionné par les Blue Jays de Toronto au 15e tour du repêchage amateur de juin 1977, alors qu'il pratique le baseball et le basket-ball à l'école secondaire North High à Eugene. Il commence sa carrière professionnelle de baseball en 1978 avec les Chiefs de Syracuse de la Ligue internationale, débutant immédiatement à l'échelon le plus élevé (le Triple-A) des ligues mineures. Il fait son entrée dans la Ligue majeure de baseball, le plus haut niveau du baseball organisé, dès l'année suivante, disputant son premier match avec les Blue Jays le 21 mai 1979.
Ainge signe en septembre 1980 un contrat de 500 000 dollars avec Toronto, composé d'une prime de 300 000 dollars et d'une somme de 200 000 dollars pour disputer trois saisons. Mais, ne frappant que pour ,200 de moyenne au bâton — il termine l'année 1981 avec une moyenne de ,187 —, il demande aux Blue Jays de le libérer de son contrat après seulement trois mois joués dans la série de championnat de la Ligue nationale de baseball 1981. Sélectionné par les Celtics de Boston quelques mois auparavant, il souhaite poursuivre une carrière de joueur de basket-ball.
Le divorce d'avec le baseball se fait difficilement. Le club torontois refuse de le laisser partir et demande un million de dollars en dédommagement. Le contentieux est amené devant les tribunaux et le jury composé de six personnes d'un tribunal de New York. Ainge témoigne qu'il a fait part de ses intentions aux dirigeants de Toronto et qu'il a eu leur accord, ce que ces derniers réfutent. Le tribunal tranche en faveur des Blue Jays et juge qu'Ainge est la « propriété » des Blue Jays et que les Celtics de Boston n'ont pas le droit de l'ajouter à leur effectif pour la saison 1981-1982 de la NBA.
En dépit du jugement du tribunal, Ainge tourne définitivement le dos au baseball le 24 septembre 1981 : « En ce qui me concerne, je ne fais plus partie des Blue Jays de Toronto. Je vais retourner dans l'Utah pour être en forme pour le basket-ball. Je me retire du baseball »,. Il devient officiellement membre des Celtics de Boston le 27 novembre 1981, le club de basket-ball ayant accepté de verser une compensation financière aux Blue Jays à hauteur de 500 000 dollars en échange de l'abandon du contrat.
En trois saisons disputées avec les Blue Jays de Toronto, Danny Ainge joue 211 matchs dans la Ligue majeure de baseball. Il joue principalement aux postes de Joueur de deuxième but (89 matchs) et de troisième but (80 matchs), mais aussi au champ extérieur (33 matchs, dont 25 au champ centre). Il réussit 146 coups sûrs, cumule 57 points marqués, 37 points produits et 12 buts volés, mais ne frappe que pour ,220 de moyenne au bâton avec une faible moyenne de présence sur les buts de ,264.
Ainge ne frappe que deux coups de circuit dans les ligues majeures, mais marque l'histoire des Blue Jays avec son premier, réussi le 2 juin 1979 aux dépens de Joe Decker, un lanceur des Mariners de Seattle : à 20 ans et 77 jours, il est le plus jeune joueur des Blue Jays à frapper un circuit, record qui tient toujours début 2017.

### Carrière de joueur de basket-ball

#### Carrière universitaire (1977-1981)
Poussé par son assistant John McMullen à recruter Danny Ainge, l'entraîneur des Cougars de BYU, Frank Arnold, n'est pas convaincu. Arnold dit à Ainge qu'ils ont déjà suffisamment de joueurs à son poste et que s'il choisit son équipe, il va devoir se battre pour jouer. Intéressé par ce défi, Ainge choisit BYU plutôt que les universités locales d'Oregon et d'Oregon State. L'autre raison majeure de sa décision et qu'il est mormon et que l'université Brigham Young est la principale université mormone.
Dans l'ombre, le joueur marque près de 20 points par rencontre lors de ses trois premières années universitaires. Poursuivant sa carrière de joueur professionnel de baseball, ses coéquipiers des Blue Jays doutent de ses capacités de joueur de basket-ball. En 1978, Danny Ainge marque 40 points contre Golden Eagles d'Oral Roberts, son record en carrière universitaire. Dans un duel attendu contre Danny Vranes, Ainge prend le dessus en utilisant notamment sa vitesse et marque 24 points devant les 15 186 spectateurs présents dans la salle.
Dans sa dernière année universitaire, Ainge élève son niveau de jeu. Il termine la saison régulière avec 24,4 points par match à 51,9% d'adresse aux tirs et 82,4% aux lancers franc. Ainge s'illustre lors du tournoi NCAA 1981 et y gagne une notoriété nationale. Au premier tour, il inscrit 21 points dans le succès de BYU contre les Tigers de Princeton. Malgré un dos douloureux, il enchaîne avec 37 points dans la victoire 78 à 55 de son équipe contre les Bruins de UCLA,. Son équipe est ensuite opposée aux Fighting Irish de Notre Dame. Malgré une rencontre difficile lors de laquelle Ainge réussit l'une de ses plus mauvaises performances sous le maillot de BYU, il se rattrape à la fin de la partie en éliminant Notre Dame sur une course rapide qu'il termine par un lay-up de dernière seconde,,,, un des plus célèbres de l'histoire du tournoi universitaire. Deux jours plus tard, les Cougars s'inclinent lourdement sur le score de 74 à 60 contre les Cavaliers de la Virginie de la star Ralph Sampson. Après ce tournoi, Ainge sec consacre à la saison de baseball. Quelques jours avant le début de celle-ci, Danny Ainge reçoit des mains de l'ancien entraîneur John Wooden le trophée Wooden, qui est décerné au meilleur joueur universitaire de la saison selon les journalistes spécialisés.

#### Celtics de Boston (1981-1989)
Danny Ainge est sélectionné en 31e position au 2e tour de la draft 1981 de la NBA par les Celtics de Boston. Joueur de baseball, il négocie son contrat avec les Celtics et demande une rémunération de 700 000 dollars annuels à Red Auerbach qui lui en offre 220 000 dollars. Il signe officiellement son contrat avec les Celtics après avoir trouvé un arrangement financier avec les Blue Jays de Toronto pour se libérer de son contrat avec la franchise. Le recrutement du joueur est annoncé aux supporteurs avant la rencontre contre les Bullets de Washington le 27 novembre 1981 qu'il suit aux côtés du propriétaire des Celtics Harry Mangurian et du manager général Red Auerbach. Sa première saison avec les Celtics est difficile. Arrivé dans l'une des meilleures formations de la ligue, emmenée par Larry Bird, il est critiqué pour ses nombreux échecs au tir. Son entraîneur Bill Fitch se moque en lui disant que son pourcentage aux tirs n'est pas supérieur que celui qu'il avait à la batte au baseball. Ainge termine sa saison de débutant avec 35,9 % de réussite et contribue peu à la réussite des Celtics qui remportent 63 des 82 rencontres de saison régulière et vont jusqu'aux finales de conférence lors desquelles ils sont éliminés par les 76ers de Philadelphie.
Après cette première année un peu difficile, il s'impose progressivement comme l'un des leaders des Celtics. Il s'améliore nettement lors de sa deuxième saison et marque 9,9 points de moyenne par rencontre. Durant la saison 1983-1984, Ainge voit son temps de jeu diminuer, car l'expérimenté Gerald Henderson est titulaire, Scott Wedman et même Larry Bird sont utilisés à sa place. Il s'améliore pendant la saison et joue bien en phase finale. En fin de saison, il remporte son premier titre de champion NBA avec les Celtics.
Au camp d'entraînement de l'automne 1984, Danny Ainge s'impose comme un des arrières titulaires des Celtics avec Dennis Johnson. Il pousse les Celtics à transférer Gerald Henderson contre un futur choix de draft 1986 de la NBA,. Saison après saison, Ainge se révèle être notamment un très bon tireur extérieur. Il réussit à marquer 12,9 points et à délivrer 5,3 passes décisives de moyenne par rencontre.
Lors de la saison NBA 1985-1986, Ainge s'impose comme un des piliers de l'effectif. Le 28 décembre, Danny Ainge marque un tir à trois points et un autre tir décisif en fin de rencontre pour offrir la victoire aux Celtics contre le Jazz de l'Utah. Le 2 janvier, Ainge se tord la cheville contre les Pacers de l'Indiana et doit manquer une rencontre. Lors d'un déplacement de cinq matchs en fin de saison, Ainge tire de manière catastrophique et est blâmé d'avoir emmené son fils âgé de 4 ans, Austin, avec lui à l'extérieur. Ainge est le meilleur passeur des Celtics lors de 22 rencontres de saison régulière, mène la contre-attaque avec discipline et attaque le panier plus régulièrement. Il élève encore son niveau de jeu en phase finale. Excellent, il est un marqueur efficace avec 15,6 points par match à 55,4 % aux tirs et est également présent en défense avec 2,3 interceptions par rencontre. Il obtient à nouveau le titre de champion avec les Celtics au sein d'une équipe considérée avec ses 67 succès en saison régulière comme une des toutes meilleures de l'histoire de la NBA : « Dennis Johnson et Danny Ainge, deux bons arrières qui pouvaient être harassants en défense et scorer à plus de 10 points par rencontre tout en veillant à alimenter les intérieurs,. »
Danny Ainge manque les huit premières rencontres de la saison NBA 1986-1987 en raison d'une blessure au dos. Le 3 décembre 1986, il inscrit 34 points contre les Nuggets de Denver dans une victoire 119 à 113. Un mois plus tard, le 14 janvier, le meneur échoue aux portes du triple-double en terminant la rencontre contre les Mavericks de Dallas avec 24 points, 8 passes décisives et 11 rebonds, son record de rebonds en carrière sur une rencontre. Sur sa lancée, Ainge bat son record de points en carrière avec 35 unités dans la défaite contre les Pistons de Détroit le 8 mars 1987 et de passes avec 15 dernières passes contre les Bulls de Chicago le 27 mars. En phase finale, Ainge réussit l'une de ses meilleures performances sous le maillot des Celtics en marquant 30 points dans la deuxième rencontre des demi-finales de la conférence Est contre les Bucks de Milwaukee. Il se blesse au doigt dans cette série en accrochant le bandeau du poignet du pivot Jack Sikma. Également touché au genou, Ainge ne peut disputer la première rencontre des finales de conférence contre les Pistons. Au cours des finales NBA, perdues face aux Lakers de Los Angeles, Ainge inscrit quatre tirs à trois points consécutifs dont un du milieu de terrain à la dernière seconde de la première mi-temps dans la cinquième manche pour inscrire 21 points.
Il est l'un des premiers joueurs à faire du tir à trois points un véritable atout offensif. Lors de la saison NBA 1987-1988, le meneur des Celtics inscrit 148 tirs à trois points et pulvérise l'ancien record de 92 réussites dans une même saison. Il inscrit au moins un tir à trois points lors de 23 rencontres consécutives, alors un nouveau record NBA. En finale de conférence 1988 contre les Pistons de Détroit, Ainge est décevant, notamment aux tirs.
Lors de la saison 1988-1989, Ainge s'impose comme un marqueur efficace. Le 9 décembre 1988, Ainge bat son record en carrière en alignant 45 points contre les 76ers de Philadelphie, réussissant 20 de ses 29 tentatives de tirs. Pourtant, les Celtics sont sur le déclin : Robert Parish vient d'avoir 35 ans et les Celtics ont besoin d'une relève au poste de pivot. Juste avant la date limite des transferts, le 23 février, Ainge est envoyé de manière inattendue aux Kings de Sacramento en compagnie de Brad Lohaus en échange de Ed Pinckney et du jeune pivot prometteur Joe Kleine,.

#### Kings de Sacramento (1989-1990)
Après avoir encaissé l'information de son transfert, Danny Ainge termine la saison 1988-1989 dans l'effectif des Kings de Sacramento. Longtemps dans l'ombre de Larry Bird et les autres vedettes des Celtics, Danny Ainge s'impose comme le meneur des Kings. Il marque plus de vingt points de moyenne pour terminer la saison. L'équipe enchaîne les défaites et manque de présence à l'intérieur de la peinture, les grands ayant été échangé aux Celtics pour obtenir Ainge. En cours de saison, alors qu'il est frustré à Sacramento, il envisage de reprendre sa carrière de joueur de baseball professionnel. Sa nouvelle équipe ne parvient pas à se qualifier pour les séries éliminatoires, et le transfère à son tour en 1990, aux Trail Blazers de Portland.

#### Trail Blazers de Portland (1990-1992)
Originaire de l'Oregon, Ainge devient rapidement un des favoris du public de Portland. Le vétéran limite les minutes du jeune joueur croate Dražen Petrović. Ce dernier demande son transfert et l'obtient en janvier 1991. En octobre 1991, pour sa deuxième saison avec les Blazers, le joueur et son équipe envisagent un nouveau contrat, mais les négociations échouent. Convaincu que le joueur va finir sa carrière à Portland, l'offre des Trail Blazers n'est pas très attractive et Ainge décide de tester le marché à la fin de la saison. Ainge contribue néanmoins au bon parcours de la franchise jusqu'aux finales NBA en 1992 perdues en six matchs face aux Bulls de Chicago de Michael Jordan qui remportent leur second titre.

#### Suns de Phoenix (1992-1995)
Libre de tout contrat, Danny Ainge s'engage avec les Suns de Phoenix dès le 1er juillet 1992. Arrivé en remplacement de Jeff Hornacek, transféré deux semaines auparavant aux Sixers de Philadelphie, le joueur paraphe un contrat de 5,2 millions de dollars sur trois saisons,. Le début de la saison 1992-1993 voit la surprenante équipe des Suns enchaîner les victoires. Emmenée par Kevin Johnson et l'ancienne star des Sixers Charles Barkley, elle termine le mois de décembre sur un bilan de 14 victoires sans défaite. Derrière Johnson, Danny Ainge a un rôle de sixième homme. Le 23 mars 1993, Ainge est impliqué dans une bagarre générale contre les Knicks de New York qui lui vaut une expulsion et une amende de 7 500 dollars,. En phase finale, les Suns sont menés 2 manches à 0 contre les Lakers de Los Angeles et deviennent la première équipe à remonter une série en 5 rencontres pour s'imposer 3 à 2. Après des succès contre les Spurs de San Antonio et les SuperSonics de Seattle, Ainge atteint de nouveau les finales NBA en 1993. Dans la première manche des finales, Danny Ainge inscrit trois tirs à trois points dans le deuxième quart-temps. Au terme de six matches, Ainge et les Suns s'inclinent contre les Bulls de Chicago.

### Consultant télévisuel (1995-1996)
À la fin de sa carrière de joueur, Danny Ainge devient consultant pour le réseau télévisuel américain TNT et commente des rencontres de la NBA. Commentateur principal, il y parle avec sa candeur habituelle. Son partenaire aux commentaires, Verne Lundquist, pense alors qu'il peut devenir « le John Madden des commentateurs de basket-ball »,. Il quitte son poste après une seule saison pour rejoindre les Suns de Phoenix en tant qu'entraîneur assistant.

### Entraîneur des Suns de Phoenix (1996-1999)
À l'issue de sa carrière de joueur, après une saison en tant que commentateur sportif, Danny Ainge devient entraîneur assistant des Suns de Phoenix. La franchise lui promet qu'il sera le futur entraîneur principal de l'équipe et qu'il occupera le poste avant la saison NBA 1997-1998. Après seulement huit rencontres, pour autant de défaites, il remplace Cotton Fitzsimmons, contraint à la démission, comme entraîneur principal de l'équipe. Le jeune entraîneur récupère une équipe meurtrie par le transfert de Charles Barkley aux Rockets de Houston et l'infructueuse tentative de Fitzsimmons d'imposer l'attaque en triangle des Bulls de Chicago. La situation est tellement catastrophique que Barkley dote Ainge du surnom d'Edward Smith, le capitaine du Titanic.
À 37 ans, Danny Ainge surprend et fait fonctionner une équipe mal en point. Après cinq défaites de rang, les Suns remportent huit de leurs onze rencontres suivantes en scindant leur effectif en deux, les Suns de la saison précédente commencent la rencontre et les anciens joueurs de Rockets, récupérés dans l'échange impliquant Barkley, jouent ensemble dans le deuxième quart-temps.
Sa première saison sur le banc se conclut avec un bilan de 40 victoires pour 42 défaites — respectivement 40 et 34 sous la direction d'Ainge —, et voit les Suns se qualifier en quatrième position de la division Pacifique. Opposée aux SuperSonics de Seattle, la franchise s'incline sur le score trois à deux.
Lors de sa seconde saison, Phoenix présente un bilan de 56 victoires pour 26 défaites et termine à la troisième place de sa division et à la sixième de la conférence Ouest. Ce sont les Spurs de San Antonio qui éliminent Phoenix au premier tour des play-offs sur le score de trois manches à une.
Lors de la sa saison 1998-1999, saison qui ne débute qu'en février en raison du lock-out, les Suns présentent un bilan de 27 victoires pour 23 défaites. De nouveau sixième de conférence, Phoenix ne parvient pas à sa qualifier pour le second tour des séries éliminatoires après une défaite trois à zéro face aux Trail Blazers de Portland.
Danny Ainge entame sa quatrième saison à la tête de son équipe de belle manière avec 13 victoires et 7 défaites. L'équipe est emmenée par les talentueux arrières Jason Kidd et Penny Hardaway. En pleine saison, il prend tout le monde par surprise en démissionnant de son poste d'entraîneur. Il déclare qu'être un mari et un père est plus important qu'être entraîneur pour lui et qu'il se retire afin de sauver sa famille,. Son entraîneur assistant Scott Skiles prend sa relève.
Son bilan total en tant qu'entraîneur des Suns en 226 rencontres est de 136 victoires et 90 défaites en saison régulière. En phase finale, les Suns disputent 12 rencontres et remportent 3 victoires.

### Parenthèse loin de la NBA (2000-2003)
Après sa démission du poste d'entraîneur principal des Suns de Phoenix, les rumeurs sur les raisons de sa soudaine démission se multiplient. Il utilise son temps libre pour passer du temps avec ses enfants. Il prépare le mariage de sa fille Ashlee, aide son fils Austin dans sa dernière saison lycéenne de basket-ball et prend des cours de danse en famille. Il prend du temps pour jouer au golf. Ainge s'investit dans l'église, devenant conseiller de l'évêque Dr Lothaire Bluth et responsable de plusieurs sections de Boy Scouts.
Ainge reste connecté au monde du basket-ball professionnel. Il retrouve son poste de commentateur à la télévision pour TNT. Il réalise des analyses sur la NBA pour Turner Sports et participe à une émission hebdomadaire de deux heures. Il quitte ces fonctions en 2003 pour devenir dirigeant des Celtics de Boston.

### Dirigeant des Celtics de Boston

#### Débuts en tant que directeur exécutif des opérations de basket-ball (2003-2007)
Les copropriétaires des Celtics Wyc Grousbeck et Steve Pagliuca recrutent Danny Ainge comme responsable des opérations basket-ball en 2003 sur le conseil de Red Auerbach, l'entraîneur historique des Celtics, qui appelle Ainge « le gars le plus chanceux qu'il ait connu »,.
Ainge est critiqué, tout comme son manager général, pour leur incapacité à améliorer l'équipe. Deux ans après s'être séparé d'Antoine Walker et sa forte personnalité juste après les séries éliminatoires 2003 pour récupérer en retour le fiasco Raef LaFrentz, le mormon change d'avis et monte un transfert pour l'acquérir à nouveau, à la surprise générale, contre plusieurs joueurs et un choix de premier tour de draft. Celui qui a hérité d'une équipe à fort potentiel avec Walker et Paul Pierce remportant des séries éliminatoires voit les défaites s'enchaîner sous sa direction. Il maintient toute sa confiance à Paul Pierce, seul joueur vedette emblématique de la franchise, et lui fait signer une lucrative prolongation de contrat de 59,3 millions de dollars.
Il montre également une incapacité à recruter ou récupérer des joueurs expérimentés mais se rajeunit l'équipe. Trop dépendant de la draft, où il n'a pas de choix de loterie malgré des résultats médiocres, ses sélections deviennent de bons joueurs. Il sélectionne tour à tour Al Jefferson — no 15 en 2004 —, Delonte West — no 24 en 2004 —, Ryan Gomes— no 50 en 2005 — ou encore Rajon Rondo— no 21 en 2006 —. En 2006, Ainge renonce à la possibilité de drafter le prometteur Brandon Roy et est critiqué pour avoir échangé son choix contre Sebastian Telfair, un second tour de draft et Theo Ratliff, mais la carrière de Roy certes triple All-Star se révélera minée par les blessures. Les Celtics n'enregistrent qu'une moyenne de 34,5 victoires durant les quatre premières saisons sous la houlette de Ainge, mais ses choix de draft se révèlent judicieux bien qu'il n'ait jamais eu de sélection plus élevés que la quinzième et surtout il accumule des capacités d'échange pour concrétiser le transfert qu'il envisage depuis plusieurs années concernant Kevin Garnett.

#### Introduction comme manager général, construction duBig Threeet titre de champion (2007-2008)

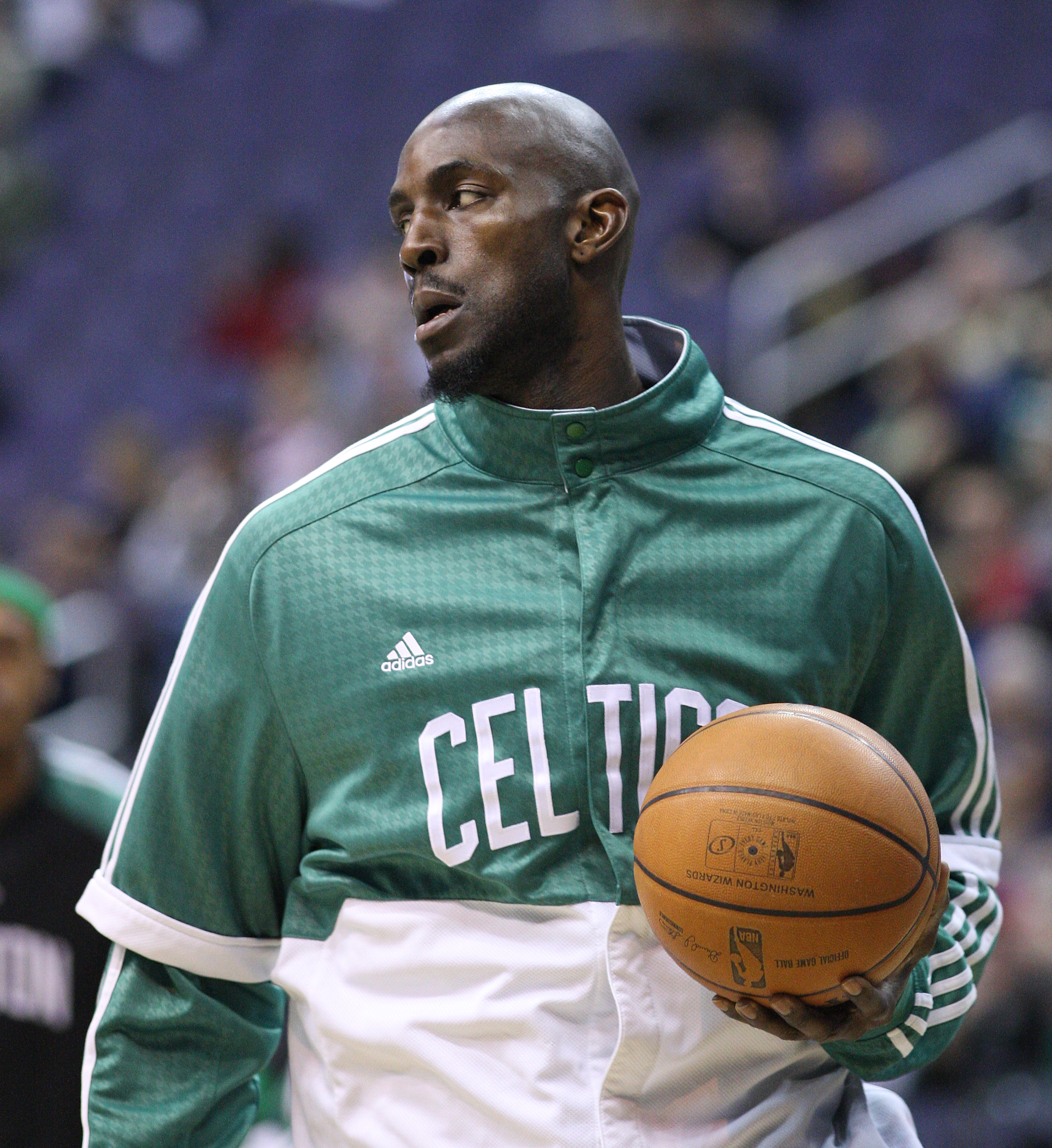
Danny Ainge négocie le transfert inattendu de Kevin Garnett qui permet aux Celtics de renouer avec les Finales NBA.

En juin 2007, Wallace quitte ses responsabilités de manager général des Celtics de Boston pour prendre le même poste aux Grizzlies de Memphis alors qu'il est fortement contesté par ses supporteurs. Ainge prend alors les responsabilités de manager général et engage la constitution d'un Big Three permettant aux Celtics d'être un concurrent sérieux au titre. Il obtient l'ailier des SuperSonics de Seattle Ray Allen en contrepartie du choix no 5 de la draft 2007 de la NBA, de Delonte West et Wally Szczerbiak,.
Il échange ensuite Al Jefferson, Ryan Gomes, Gerald Green, Sebastian Telfair, Theo Ratliff, deux choix de premier tour de  draft et de l'argent pour obtenir le vedette des Timberwolves du Minnesota Kevin Garnett,. Le transfert de Garnett est un choc dans la ligue. Le joueur, sélectionné par les Timberwolves, a toujours joué dans le Minnesota. Réputé intransférable, le joueur est pourtant en partance car le propriétaire de la franchise, Glen Taylor, n'est pas enclin à payer une importante prolongation de contrat au joueur. Le manager général des Wolves est alors Kevin McHale, l'ancien joueur des Celtics, suscitant des remarques sur la complicité des deux hommes. McHale a des options limitées pour réaliser l'échange et préfère l'offre de Boston plutôt que celle des Lakers de Los Angeles incluant Andrew Bynum.
Les réactions immédiates à ces échanges importants sont mitigées. De nombreux médias critiquent le pari d'Ainge de tout miser sur le futur immédiat en sacrifiant le long terme de l'équipe. Pour avoir monté les deux transferts importants et mis en place une équipe talentueuse à partir d'un effectif limité, Danny Ainge reçoit la récompense de NBA Executive of the Year en 2008.
L'équipe conclut la saison en remportant le titre face aux Lakers de Los Angeles et accroche la 17e bannière de champion NBA de son histoire. Lors de la traditionnelle visite de l'équipe championne à la Maison-Blanche, le Président George W. Bush lui rend hommage en s'adressant propriétaires des Celtics : « Et vous avez recruté un manager général qui sait ce que signifie être un champion. Vous ne l'avez pas recruté ; il était là depuis longtemps. Mais il savait ce que signifie être un champion. Après tout, il était dans l'équipe championne de 1986. Et il sait qu'il faut ajouter quelque chose de spécial pour qu'une équipe fonctionne, et c'est Danny Ainge »,.

#### Multiples échecs pour obtenir un deuxième titre (2008-2013)
Pendant les cinq saisons suivantes, la franchise tire profit de l'association de Paul Pierce, Ray Allen et Kevin Garnett. Les Celtics dominent la division Atlantique et se qualifient pour les séries éliminatoires. La saison suivant le titre NBA, Boston se fait éliminer par le Magic d'Orlando et Dwight Howard en demi-finale de conférence. Lors de la saison 2009-2010, les Celtics vont jusqu'au match 7 des finales NBA contre les Lakers de Los Angeles emmenés par Kobe Bryant. Dominés deux saisons consécutivement ensuite par le Big Three du Heat de Miami constitué par LeBron James, Dwyane Wade et Chris Bosh, l'ère de l'équipe constituée en 2008 par Danny Ainge se conclut en 2013 par une défaite au premier tour contre les Knicks de New York. Ces années voient l'éclosion du meneur Rajon Rondo comme un homme fort des Celtics.

#### Destruction de l'effectif et reconstruction (2013-2016)
En 2013, Danny Ainge entame la reconstruction des Celtics. Il laisse partir le vétéran Doc Rivers aux Clippers de Los Angeles en échange d'un premier tour de draft et recrute le jeune entraîneur de l'université de Butler, Brad Stevens, 37 ans, sans expérience en NBA. Puis il échange les expérimentés Paul Pierce, Kevin Garnett et Jason Terry avec les Nets de Brooklyn dans le plus important échange de l'été en NBA. En contrepartie, il obtient de Brooklyn trois choix de premier tour de draft et la possibilité d'échanger son choix avec celui de Brooklyn en 2017. Ainge mise alors sur l'échec du plan des Nets de Brooklyn de créer une équipe compétitive et espère que les choix offerts — non protégés — soit bien placé dans les différentes drafts. Le propriétaire des Nets est comparé à l'ancien propriétaire des Cavaliers de Cleveland Ted Stepien, connu pour ses choix calamiteux dans les années 1980, au point que le déséquilibre né de cet échange massif de choix de draft amène en 2017 la NBA à réfléchir sur la limitation de ces échanges de choix de draft,. Le pari réussi de Danny Ainge lui vaut en 2018 les éloges d'une légende de la NBA, l'ancien joueur puis manager des Lakers de Los Angeles Jerry West. En effet, le plan des Nets échoue et l'équipe passe de prétendant au titre à équipe en difficulté. Saison après saison, l'échange se révèle désastreux pour les Nets mais très avantageux pour les Celtics. Le recrutement par Ainge de Brad Stevens, dont les qualités tactiques de son entraîneur sont vite soulignées par ses pairs, se révèle lui aussi judicieux.
Le 19 février 2015, Ainge fait un pari réussi avec l’acquisition d'Isaiah Thomas dans un échange entre quatre équipes, qui est élu joueur de la semaine de la conférence Est dès le 2 mars, puis de nouveau le 13 avril, ce qui lui permet de finir deuxième lors de l'élection du meilleur sixième homme de la saison. Mieux encore, celui qui n'avait été que le 60e et dernier de la draft devient All-Star et intègre même le second meilleur cinq de la ligne lors de la saison NBA 2016-2017.

#### Mise en place d'un candidat au titre (2016-2021)
En juin 2016, les contrats d'Ainge et Stevens sont renouvelés pour plusieurs saisons afin d'apporter de la stabilité à l'encadrement de l'équipe et une assurance pour les potentiels agents libres,. Ainge bénéficie des premiers fruits de l'échange des Nets et récupère le 3e choix de sélection lors de la draft 2016. Après de nombreuses rumeurs de transfert, Ainge décide de garder son choix et de sélectionner Jaylen Brown. Début juillet, Ainge et les Celtics courtisent les meilleurs agents libres du marché. Après avoir manqué Kevin Durant, Ainge réussit à attirer Al Horford et à lui faire signer un contrat de quatre ans. Avec cette recrue et l'explosion d'Isaiah Thomas, les Celtics atteignent la finale de conférence où ils sont battus par les Cavaliers de Cleveland en cinq manches.
En plus de ces résultats sportifs, Ainge obtient un nouveau choix de draft bien placé. Les Nets de Brooklyn ont terminé avec le plus mauvais bilan de la ligue et offrent 25 % de chances aux Celtics d'obtenir le choix no 1 de la draft 2017 de la NBA. La loterie tourne en faveur du manager général des Celtics qui obtient ce premier choix tant convoité. Mi-juin, Ainge l'échange aux 76ers de Philadelphie qui sélectionne Markelle Fultz en échange du troisième choix et du choix de premier tour des Lakers de Los Angeles pour la draft suivante,. Avec le 3e choix, Boston recrute le prometteur ailier de Duke Jayson Tatum. Quelques semaines plus tard, Ainge obtient la signature du très courtisé All-Star du Jazz de l'Utah Gordon Hayward.
Le manager général des Rockets de Houston Daryl Morey estime en 2015 que Danny Ainge est « probablement le meilleur manager général de la ligue ». Cette vision à long terme a fait en 2016 des Celtics la 10e équipe des 40 dernières saisons à remporter plus de 45 rencontres et à obtenir un des cinq premiers choix de la draft. Critiqué au début de l'été 2017 pour avoir laissé passer les transferts de joueurs comme Paul George et Jimmy Butler, la vision à long terme de Ainge est louée après l'arrivée de Hayward : « La flexibilité conservée par Ainge avec ses décisions paraît bien plus avantageuse que la simple progression que pouvait représenter l’arrivée d’un Paul George » intéressé pour rejoindre les Lakers dès 2018. L'intersaison semble pouvoir améliorer la compétitivité de la franchise à court terme mais surtout à moyen terme afin de prendre la relève des Cavaliers où LeBron James entame ses dernières saisons.
Surnommé « Danny l'échangeur »,, il n'hésite pas à envoyer la vedette Isaiah Thomas, Jae Crowder, Ante Žižić et le premier tour de draft 2018 des Nets de Brooklyn à son principal rival, les Cavaliers de Cleveland, afin d'acquérir le champion NBA et champion olympique de 25 ans Kyrie Irving. La presse note toutefois que les Celtics débuteront la saison avec un effectif renouvelé à 80 % alors que les Cavaliers récupèrent deux titulaires à Boston ainsi qu'un jeune joueur et un tour de draft prometteur. Une de ces recrues, Gordon Hayward, se blesse toutefois gravement dès la première rencontre de la saison (cheville disloquée et tibia fracturé) ce qui prive le joueur d'une année entière de compétition NBA.

### Dirigeant du Jazz de l'Utah
Le 15 décembre 2021, il devient directeur général du Jazz de l'Utah.

### Vie privée
Danny Ainge se marie avec Michelle Toolson en mars 1979. Ils ont six enfants : Ashlee, Austin, Tanner, Taylor, Cooper et Crew. Son fils Austin est un joueur universitaire et entraîneur de basket-ball. En 2011, il est recruté dans un poste d'encadrement des joueurs par les Celtics de Boston. Tanner est un avocat et homme politique dans l'Utah. Alors qu'il est pleine campagne pour obtenir l'investiture républicaine à une candidature au Congrès des États-Unis, son père recrute à Boston le All-Star du Jazz de l'Utah, la franchise NBA de l'État, Gordon Hayward,. L'un de ses neveux, Erik Ainge (en), est un quarterback des Volunteers du Tennessee sélectionné au 5e tour de la draft 2008 de la NFL par les Jets de New York ; il ne joue aucune rencontre en National Football League et met un terme à sa carrière en raison de problèmes de dépendance aux drogues,.
Mormon, Danny Ainge est croyant et va à l'église tous les dimanches. En 2000, il devient conseiller d'un évêque avant d'être promu évêque en 2008. La religion a une place importante dans sa vie et sa famille, elle influence différents choix dans sa carrière comme celui de son université ou encore son démission brutale du poste d'entraîneur des Suns de Phoenix en décembre 1999
Le 16 avril 2009, Ainge est victime d'une attaque cardiaque. Cet incident lui fait changer son régime alimentaire. Après avoir découvert Chipotle à Las Vegas, la chaîne de restaurants de tex-mex devient son lieu de repas presque quotidiennement. L'entreprise finit par lui offrir une carte de fidélité qui lui permet d'y manger gracieusement.

## Style de jeu et personnalité
Danny Ainge est un athlète complet. Peu de sportifs des années 1980 ont autant de capacités physiques aussi complètes que lui. Dans ses jeunes années, Ainge est capable de toucher le haut du carré du panneau de basket-ball et de réaliser des dunks. Il joue agressif des deux côtés du terrain et montre ses émotions.
Danny Ainge a une image de joueur « sale », notamment à la suite de sa bagarre contre Tree Rollins lors des phases finales 1983 dans laquelle le pivot des Hawks d'Atlanta lui mord un doigt, nécessitant cinq points de suture. Cet incident, resté dans l'histoire comme « Tree Bites Man » entretient l'image de bagarreur du meneur des Celtics. Sa réputation est telle que l'histoire retient qu'Ainge a mordu Rollins au lieu de l'inverse. La même année, l'entraîneur des Bucks de Milwaukee Don Nelson déclare qu'Ainge est un « artiste du coup bas »,. Il développe également la réputation d'un pleurnicheur qui se plaint auprès des arbitres dès qu'un coup de sifflet ne va pas dans son sens. Sa personnalité lui vaut d'être sifflé au lycée, à l'université, et en NBA. Ainge est l'un des joueurs les plus haïs de la ligue et il s'en amuse. En 1987, avant une rencontre éliminatoire contre les Pistons de Détroit, il approche les supporteurs adverses et leur demande un de leurs T-shirts « I hate Danny Ainge » qu'il porte pendant l'échauffement. Depuis sa jeunesse, il utilise la ruse. Ainsi, au baseball en Little League, il ment à un joueur qui vient de voler une base pour qu'il rebrousse chemin et qu'Ainge l'élimine sèchement. Pour Doc Rivers, meneur des Hawks d'Atlanta, « les gens ne l'aiment pas parce qu'il fait tout ce qu'il faut pour gagner »,.
D'un autre côté, Danny Ainge est un coéquipier blagueur. Il est considéré par Larry Bird et ses coéquipiers comme un « petit frère ». Lors qu'il rencontre Ronald Reagan lors de la traditionnelle visite des champions NBA à la Maison-Blanche en juin 1984, Danny Ainge demande au Président : « Pouvons-nous avoir notre argent de phase finale exonéré d'impôts ? » rendant hilares ses coéquipiers,.

## Palmarès et records
En quatre saisons universitaires avec les Cougars de BYU, Danny Ainge construit l'un des plus beaux palmarès de l'université. Sélectionné lors de chacune des quatre saisons dans l'équipe des meilleurs joueurs de la Western Athletic Conference (WAC), il multiplie les récompenses lors de sa dernière année à BYU. En 1981, il est le joueur de l'année de la WAC, dans la meilleure équipe de joueurs universitaires de la saison et remporte le trophée John R. Wooden récompensant le meilleur joueur universitaire selon les journalistes spécialisés. Il établit un nouveau record de la National Collegiate Athletic Association avec 112 rencontres consécutives avec au moins 10 points inscrits. Il termine sa carrière avec 2 467 points marqués, le record de l'université de BYU et de la Western Athletic Conference. En 1991, Danny Ainge est intronisé au Hall of Fame de BYU. Le 8 mars 2003, Danny Ainge devient le premier joueur de basket-ball de l'histoire des Cougars de BYU à voir son maillot retiré par l'université. Son maillot no 22 est depuis étendu au plafond du Marriott Center.
Double champion NBA en 1984 et 1986 avec les Celtics de Boston, il est sélectionné au NBA All-Star Game en 1988. Il perd quatre autres finales NBA dans sa carrière, deux contre les Lakers de Los Angeles en 1985 et 1987 avec les Celtics, une autre avec les Trail Blazers de Portland contre les Bulls de Chicago en 1992 et la dernière la saison suivante avec les Suns de Phoenix face aux mêmes Bulls menés par Michael Jordan. Malgré tout, ces participations consécutives en finales, sous trois maillots différents, font d'Ainge un champion de la Conférence Est en 1984, 1985, 1986 et 1987 avec les Celtics de Boston mais également de la Conférence Ouest en 1992 avec les Trail Blazers de Portland et en 1993 avec les Suns de Phoenix.
Presque toujours qualifié pour les séries éliminatoires — il ne les manque que lors de ses deux saisons terminées avec les Kings de Sacramento —, Danny Ainge a joué dans 193 rencontres de phase finale et est l'un des joueurs ayant disputé le plus de rencontres de séries éliminatoires dans l'histoire de la NBA. Ainge termine sa carrière avec 1 002 tirs à trois points inscrits et est le troisième joueur de l'histoire à passer la barre des 1 000 unités dans cette catégorie.
En tant que dirigeant, Ainge ajoute une nouvelle ligne importante à son palmarès en construisant l'équipe qui apporte la 17e bannière de champion NBA à Boston lors de la saison 2007-2008. Il reçoit la récompense individuelle de NBA Executive of the Year 2008 pour ses efforts afin de mettre sur pied cette équipe.

## Statistiques

### Universitaires
Le tableau suivant présente les statistiques individuelles de Danny Ainge pendant sa carrière universitaire,,.
| S       | U              | J   | MJ    | PTS   | PPM  | PR  | PT    | PR%    | 3P | 3PT | 3PR% | LFR | LFT | LFR%   | TR  | TRPM | PD  | I | C | TOV | PF  |
| ------- | -------------- | --- | ----- | ----- | ---- | --- | ----- | ------ | -- | --- | ---- | --- | --- | ------ | --- | ---- | --- | - | - | --- | --- |
| 1977-78 | Cougars de BYU | 30  | -     | 632   | 21,1 | 243 | 473   | 51,4 % | -  | -   | -    | 146 | 169 | 86,4 % | 173 | 5,8  | 158 | - | - | -   | 113 |
| 1978-79 | Cougars de BYU | 27  | 922   | 498   | 18,4 | 206 | 376   | 54,8 % | -  | -   | -    | 153 | 193 | 76,8 % | 102 | 3,8  | 122 | - | - | -   | 87  |
| 1979-80 | Cougars de BYU | 29  | 984   | 555   | 19,1 | 229 | 430   | 53,3 % | -  | -   | -    | 221 | 266 | 78,2 % | 114 | 3,9  | 132 | - | - | -   | 91  |
| 1980-81 | Cougars de BYU | 32  | 1 212 | 782   | 24,4 | 309 | 596   | 51,8 % | -  | -   | -    | 153 | 193 | 82,4 % | 152 | 4,8  | 127 | - | - | -   | 102 |
| Total   | Total          | 118 |       | 2 467 | 20,9 | 987 | 1 875 | 52,6 % | -  | -   | -    | 542 | 659 | 82,2 % | 541 | 4,6  | 539 | - | - | -   | 393 |

### Professionnelles
| Champion NBA                          |
| Meneur de la ligue                    |
| Meilleures performances individuelles |

#### En saison régulière
Danny Ainge dispute 1 042 rencontres de saison régulière, dont 508 en tant que titulaire. Il inscrit un total de 11 964 points, 2 768 rebonds, 4 199 passes décisives, 1 133 interceptions et 132 contres.
Le tableau suivant présente les statistiques individuelles de Danny Ainge pendant sa carrière professionnelle en saison régulière.
| S         | F                         | J     | T   | MJ     | Min. | PTS    | PPM  | PR    | PT     | PR%    | 3P  | 3PT   | 3PR%   | LFR   | LFT   | LFR%   | RO  | RD    | TR    | PD    | I     | C   | Bp    | FP    |
| --------- | ------------------------- | ----- | --- | ------ | ---- | ------ | ---- | ----- | ------ | ------ | --- | ----- | ------ | ----- | ----- | ------ | --- | ----- | ----- | ----- | ----- | --- | ----- | ----- |
| 1981-1982 | Celtics de Boston         | 53    | 1   | 564    | 10,6 | 219    | 4,1  | 74    | 204    | 29,4 % | 5   | 17    | 29,4 % | 56    | 65    | 86,2 % | 25  | 31    | 56    | 87    | 37    | 3   | 53    | 86    |
| 1982-1983 | Celtics de Boston         | 80    | 76  | 2 048  | 25,6 | 791    | 9,9  | 352   | 691    | 50,9 % | 5   | 29    | 17,2 % | 72    | 97    | 74,2 % | 83  | 131   | 214   | 251   | 109   | 6   | 98    | 259   |
| 1983-1984 | Celtics de Boston         | 71    | 3   | 1 154  | 16,3 | 384    | 5,4  | 160   | 339    | 47,2 % | 6   | 22    | 27,3 % | 46    | 56    | 82,1 % | 29  | 87    | 116   | 162   | 41    | 4   | 70    | 143   |
| 1984-1985 | Celtics de Boston         | 75    | 73  | 2 564  | 39,5 | 971    | 12,9 | 404   | 736    | 54,9 % | 15  | 56    | 26,8 % | 118   | 136   | 86,8 % | 76  | 192   | 268   | 399   | 122   | 6   | 149   | 228   |
| 1985-1986 | Celtics de Boston         | 80    | 78  | 2 407  | 38,0 | 855    | 10,7 | 327   | 628    | 52,1 % | 26  | 73    | 35,6 % | 123   | 136   | 90,4 % | 47  | 188   | 235   | 405   | 94    | 7   | 129   | 204   |
| 1986-1987 | Celtics de Boston         | 71    | 66  | 2 499  | 40,6 | 1 053  | 14,8 | 325   | 652    | 49,8 % | 85  | 192   | 44,3 % | 148   | 165   | 89,7 % | 49  | 193   | 242   | 400   | 101   | 14  | 141   | 189   |
| 1987-1988 | Celtics de Boston         | 81    | 81  | 3 018  | 39,0 | 1 270  | 15,7 | 334   | 625    | 53,4 % | 148 | 357   | 41,5 % | 158   | 180   | 87,8 % | 59  | 190   | 249   | 503   | 115   | 17  | 153   | 203   |
| 1988-1989 | Celtics de Boston         | 45    | 28  | 1 281  | 31,5 | 714    | 15,9 | 213   | 434    | 49,1 % | 58  | 155   | 37,4 % | 114   | 128   | 89,1 % | 37  | 117   | 154   | 215   | 52    | 1   | 82    | 108   |
| 1988-1989 | Kings de Sacramento       | 28    | 26  | 1 028  | 31,5 | 567    | 20,3 | 151   | 312    | 48,4 % | 58  | 150   | 38,7 % | 91    | 112   | 81,3 % | 34  | 67    | 101   | 187   | 41    | 7   | 63    | 78    |
| 1989-1990 | Kings de Sacramento       | 75    | 68  | 2 727  | 39,3 | 1 342  | 17,9 | 398   | 865    | 46,0 % | 108 | 289   | 37,4 % | 222   | 267   | 83,1 % | 69  | 257   | 326   | 453   | 113   | 18  | 185   | 238   |
| 1990-1991 | Trail Blazers de Portland | 80    | 0   | 1 710  | 38,0 | 890    | 11,1 | 235   | 463    | 50,8 % | 102 | 251   | 40,6 % | 114   | 138   | 82,6 % | 45  | 160   | 205   | 285   | 63    | 13  | 100   | 195   |
| 1991-1992 | Trail Blazers de Portland | 81    | 6   | 1 595  | 36,9 | 784    | 9,7  | 187   | 358    | 52,2 % | 78  | 230   | 33,9 % | 108   | 131   | 82,4 % | 40  | 108   | 148   | 202   | 73    | 13  | 70    | 148   |
| 1992-1993 | Suns de Phoenix           | 80    | 0   | 2 163  | 38,0 | 947    | 11,8 | 221   | 446    | 49,6 % | 150 | 372   | 40,3 % | 123   | 145   | 84,8 % | 49  | 165   | 214   | 260   | 69    | 8   | 113   | 175   |
| 1993-1994 | Suns de Phoenix           | 68    | 1   | 1 555  | 36,9 | 606    | 8,9  | 144   | 293    | 49,1 % | 80  | 244   | 32,8 % | 78    | 94    | 83,0 % | 28  | 103   | 131   | 180   | 57    | 8   | 81    | 140   |
| 1994-1995 | Suns de Phoenix           | 74    | 1   | 1 374  | 38,0 | 571    | 7,7  | 116   | 208    | 55,8 % | 78  | 214   | 36,4 % | 105   | 130   | 80,8 % | 25  | 84    | 109   | 210   | 46    | 7   | 79    | 155   |
| Total     | Total                     | 1 042 | 508 | 27 755 | 38,4 | 21 791 | 11,5 | 8 591 | 17 334 | 49,6 % | 649 | 1 727 | 37,6 % | 1 676 | 1 980 | 84,6 % | 695 | 2 073 | 2 768 | 4 199 | 1 133 | 132 | 1 566 | 2 549 |

#### En séries éliminatoires
Le tableau suivant présente les statistiques individuelles de Danny Ainge pendant sa carrière professionnelle en phase finale.
| S     | F                         | J   | T  | MJ    | Min. | PTS   | PPM  | PR  | PT    | PR%    | 3P  | 3PT | 3PR%   | LFR | LFT | LFR%   | RO  | RD  | TR  | PD  | I   | C  | Bp  | FP  |
| ----- | ------------------------- | --- | -- | ----- | ---- | ----- | ---- | --- | ----- | ------ | --- | --- | ------ | --- | --- | ------ | --- | --- | --- | --- | --- | -- | --- | --- |
| 1982  | Celtics de Boston         | 10  | 0  | 129   | 12,9 | 50    | 5,0  | 17  | 41    | 41,5 % | 2   | 4   | 50,0 % | 10  | 13  | 76,9 % | 6   | 7   | 13  | 11  | 2   | 1  | 11  | 21  |
| 1983  | Celtics de Boston         | 7   | 0  | 201   | 28,7 | 66    | 9,4  | 26  | 67    | 38,8 % | 2   | 5   | 40,0 % | 8   | 11  | 72,7 % | 2   | 12  | 14  | 25  | 5   | 1  | 6   | 24  |
| 1984  | Celtics de Boston         | 19  | 0  | 253   | 13,3 | 91    | 4,8  | 39  | 81    | 48,1 % | 2   | 9   | 22,2 % | 7   | 10  | 70,0 % | 4   | 12  | 16  | 38  | 9   | 2  | 13  | 36  |
| 1985  | Celtics de Boston         | 21  | 21 | 687   | 32,7 | 231   | 11,0 | 90  | 192   | 46,9 % | 7   | 16  | 43,8 % | 30  | 39  | 76,9 % | 20  | 38  | 58  | 121 | 32  | 1  | 32  | 76  |
| 1986  | Celtics de Boston         | 18  | 18 | 652   | 36,2 | 280   | 15,6 | 93  | 159   | 58,5 % | 14  | 34  | 41,2 % | 52  | 60  | 86,7 % | 22  | 54  | 76  | 93  | 41  | 1  | 31  | 57  |
| 1987  | Celtics de Boston         | 20  | 19 | 762   | 38,1 | 295   | 14,8 | 84  | 165   | 50,9 % | 32  | 73  | 43,8 % | 31  | 36  | 86,1 % | 13  | 39  | 52  | 92  | 24  | 4  | 41  | 62  |
| 1988  | Celtics de Boston         | 17  | 17 | 670   | 39,4 | 198   | 11,6 | 52  | 126   | 41,3 % | 19  | 58  | 32,8 % | 37  | 42  | 88,1 % | 15  | 38  | 53  | 109 | 9   | 1  | 41  | 64  |
| 1991  | Trail Blazers de Portland | 16  | 0  | 277   | 17,3 | 128   | 8,0  | 36  | 69    | 52,2 % | 11  | 36  | 30,6 % | 23  | 28  | 82,1 % | 1   | 27  | 28  | 31  | 12  | 4  | 24  | 33  |
| 1992  | Trail Blazers de Portland | 21  | 0  | 449   | 21,4 | 222   | 10,6 | 60  | 117   | 51,3 % | 21  | 52  | 40,4 % | 39  | 47  | 83,0 % | 8   | 32  | 40  | 49  | 15  | 1  | 25  | 58  |
| 1993  | Suns de Phoenix           | 24  | 0  | 591   | 24,6 | 195   | 8,1  | 31  | 90    | 34,4 % | 33  | 80  | 41,3 % | 34  | 39  | 87,2 % | 20  | 40  | 60  | 56  | 12  | 2  | 22  | 61  |
| 1994  | Suns de Phoenix           | 10  | 0  | 230   | 23,0 | 86    | 8,6  | 10  | 19    | 52,6 % | 17  | 40  | 42,5 % | 15  | 21  | 71,4 % | 7   | 16  | 23  | 21  | 6   | 1  | 5   | 26  |
| 1995  | Suns de Phoenix           | 10  | 0  | 137   | 13,7 | 60    | 6,0  | 7   | 12    | 58,3 % | 12  | 26  | 46,2 % | 10  | 11  | 90,9 % | 2   | 8   | 10  | 10  | 5   | 0  | 6   | 15  |
| Total | Total                     | 193 | 75 | 5 038 | 26,1 | 1 902 | 9,9  | 545 | 1 138 | 47,9 % | 172 | 433 | 39,7 % | 296 | 357 | 82,9 % | 120 | 323 | 443 | 656 | 172 | 19 | 257 | 533 |

### Comme entraîneur
| Équipe          | Année     | Saison Régulière | Saison Régulière | Saison Régulière | Saison Régulière             | Play-offs                    | Play-offs                    | Play-offs                    | Play-offs                    |
| Équipe          | Année     | Victoires        | Défaites         | % victoire       | Classement                   | Victoires                    | Défaites                     | % victoire                   | Résultat                     |
| --------------- | --------- | ---------------- | ---------------- | ---------------- | ---------------------------- | ---------------------------- | ---------------------------- | ---------------------------- | ---------------------------- |
| Suns de Phoenix | 1996-1997 | 40               | 34               | 54,1 %           | 4e Division Pacifique        | 2                            | 3                            | 40,0 %                       | Défaite au premier tour      |
| Suns de Phoenix | 1997-1998 | 56               | 26               | 68,3 %           | 3e Division Pacifique        | 1                            | 3                            | 25,0 %                       | Défaite au premier tour      |
| Suns de Phoenix | 1998-1999 | 27               | 23               | 54,0 %           | 1re Division Centrale        | 0                            | 3                            | 0,0 %                        | Défaite au premier tour      |
| Suns de Phoenix | 1999-2000 | 13               | 7                | 65,0 %           | Démission en cours de saison | Démission en cours de saison | Démission en cours de saison | Démission en cours de saison | Démission en cours de saison |
| Total           | Total     | 136              | 90               | 60,2 %           |                              | 3                            | 9                            | 25,0 %                       |                              |

## Dans la culture populaire
Dans un épisode du début des années 1990 de la série Mariés, deux enfants, un trait d'humour fait référence à Ainge. Lors d'une rencontre fictive du All-Star Game auquel assiste la famille Bundy, l'animateur de la salle annonce : « Mesdames et Messieurs, voici vos All Stars NBA !...et Danny Ainge. » Clyde Drexler se lamente en voyant Peggy shooting tirer un lancer franc: « si nous l'avions eue à la place de Ainge, nous aurions gagné le championnat ».
Danny Ainge joue dans le film Space Jam, sorti en 1996, avec entre autres Michael Jordan. Dans le film, les Monstars cherchent à voler les talents des joueurs de la NBA lors d'une rencontre entre les Knicks de New York et les Suns de Phoenix. Alors qu'ils s'attaquent à Charles Barkley, on voit Danny Ainge tenter de le remotiver puis lui-même lancer un affreux tir sur l'arceau du panier.
Danny Ainge est mentionné dans la chanson Bang Bang du supergroupe de hip-hop américain, originaire de Boston et New York intitulé La Coka Nostra. Il est également discuté dans le film Mumford dans lequel Lily nomme son chien de son nom. En 2002, il fait également une apparition en tant que professeur mormon dans le film The Singles Ward (en), une comédie décevante.

### Citations originales
1. ↑  (en) « As far as I'm concerned, I'm not a part of the Toronto Blue Jays. I'm going home to Utah to get in shape for basketball. I'm retired from baseball. ».
2. ↑  (en) « In the backcourt were Johnson and Danny Ainge, two big guards who could play harassing defense and provide double-figure scoring while focusing on feeding the front line [with scrappy Jerry Sichting in reserve]. ».
3. ↑  (en) « the John Madden of basketball announcers ».
4. ↑  (en) « the luckiest guy I know ».
5. ↑  (en) « And then you hired a general manager who knew what it meant to be a champion. You didn't hire him; he had been there for a while. But he knew what it meant to be a champion. After all, he's on the 1986 championship team. And he knows there's something special that needs to be put together to make a team work, and that's Danny Ainge. ».
6. ↑  (en) « Trader Danny ».
7. ↑  (en) « cheap-shot artist ».
8. ↑  (en) « Guys don't like him because he does everything it takes to win ».
9. ↑  (en) « Can we get our playoff money tax-free? ».